# Noski (gmina)
Noski – dawna gmina wiejska istniejąca do 1926 roku w woj. poleskim (obecnie na Białorusi). Siedzibą gminy były Noski.
W okresie międzywojennym gmina należała do powiatu prużańskiego w woj. poleskim. Gminę zniesiono 22 stycznia 1926 roku, a jej obszar włączono do gmin Sielec i Rudniki oraz do nowo utworzonej gminy Prużana.